# Eliminatórias para o Campeonato Africano das Nações de 2025 – Grupo A
O Grupo A das Eliminatórias para o Campeonato Africano das Nações de 2025 foi um dos doze grupos que definiram as equipes que se classificaram para o Campeonato Africano das Nações de 2025. Participaram quatro seleções: Gâmbia, Comoros, Tunísia e Madagascar.

## Classificação
| Pos | Equipe     | Pts | J | V | E | D | GP | GC | SG | Classificado                           |  |     |     |     |     |
| --- | ---------- | --- | - | - | - | - | -- | -- | -- | -------------------------------------- |  | --- | --- | --- | --- |
| 1   | Comores    | 12  | 6 | 3 | 3 | 0 | 7  | 4  | +3 | Campeonato Africano das Nações de 2025 |  | —   | 1–1 | 1–1 | 1–0 |
| 2   | Tunísia    | 10  | 6 | 3 | 1 | 2 | 7  | 6  | +1 | Campeonato Africano das Nações de 2025 |  | 0–1 | —   | 0–1 | 1–0 |
| 3   | Gâmbia     | 8   | 6 | 2 | 2 | 2 | 6  | 6  | 0  | Eliminado                              |  | 1–2 | 1–2 | —   | 1–0 |
| 4   | Madagascar | 2   | 6 | 0 | 2 | 4 | 4  | 8  | −4 | Eliminado                              |  | 1–1 | 2–3 | 1–1 | —   |

## Partidas
| 4 de setembro de 2024 | Comores        | 1 – 1     | Gâmbia       | Estádio Ben M'Hamed El Abdi, El Jadida (Marrocos) |
| 16:00 (UTC+1)         | M'Changama 37' | Relatório | Barrow 45+1' | Árbitro: UGA Chelangat Sabilla                    |

| 5 de setembro de 2024 | Tunísia     | 1 – 0     | Madagascar | Estádio Olímpico Hammadi Agrebi, Tunes |
| 20:00 (UTC+1)         | Sassi 90+8' | Relatório |            | Árbitro: COD Jean-Jacques Ndala Ngambo |

| 8 de setembro de 2024 | Gâmbia   | 1 – 2     | Tunísia                     | Estádio Ben M'Hamed El Abdi, El Jadida (Marrocos) |
| 16:00 (UTC+1)         | Sowe 14' | Relatório | Abdi 11' · Ben Romdhane 75' | Público: 1 000 Árbitro: ETH Tewodros Mitiku       |

| 9 de setembro de 2024 | Madagascar         | 1 – 1     | Comores        | Estádio Olímpico Hammadi Agrebi, Tunes (Tunísia) |
| 16:00 (UTC+1)         | Andriamatsinoro 9' | Relatório | M'Changama 41' | Árbitro: GAB Patrice Mebiame                     |

| 11 de outubro de 2024 | Madagascar      | 1 – 1     | Gâmbia       | Estádio Larbi Zaouli, Casablanca (Marrocos) |
| 15:00 (UTC+1)         | Couturier 45+2' | Relatório | Minteh 90+7' | Árbitro: UGA Chelanget Sabila               |

| 11 de outubro de 2024 | Tunísia | 0 – 1     | Comores  | Estádio Olímpico Hammadi Agrebi, Tunes     |
| 20:00 (UTC+1)         |         | Relatório | Saïd 63' | Público: 20 000 Árbitro: NGA Joseph Ogabor |

| 14 de outubro de 2024 | Gâmbia     | 1 – 0     | Madagascar | Estádio Ben M'Hamed El Abdi, El Jadida (Marrocos) |
| 15:00 (UTC+1)         | Barrow 62' | Relatório |            | Árbitro: MAR Bouchra Karboubi                     |

| 15 de outubro de 2024 | Comores      | 1 – 1     | Tunísia    | Estádio Félix Houphouët-Boigny, Abidjã (Costa do Marfim) |
| 19:00 (UTC+0)         | Selemani 49' | Relatório | Meriah 68' | Público: 1 112 Árbitro: ERI Tsegay Teklu                 |

| 14 de novembro de 2024 | Madagascar                        | 2 – 3     | Tunísia                            | Estádio Loftus Versfeld, Pretória (África do Sul) |
| 17:00 (UTC+2)          | Memmiche 20' (g.c.) · Amada 45+3' | Relatório | Rafia 6' · Ltaief 39' · Abdi 90+3' | Árbitro: GAB Pierre Atcho                         |

| 15 de novembro de 2024 | Gâmbia    | 1 – 2     | Comores                | Estádio Municipal de Berkane, Berkane (Marrocos) |
| 20:00 (UTC+1)          | Jatta 18' | Relatório | Saïd 25' · Maolida 90' | Árbitro: LBY Ibrahim Mutaz                       |

| 18 de novembro de 2024 | Comores      | 1 – 0     | Madagascar | Grand Stade d'Al Hoceima, Alucemas (Marrocos) |
| 20:00 (UTC+1)          | Bourhane 47' | Relatório |            | Árbitro: SDN Mahmood Ismail                   |

| 18 de novembro de 2024 | Tunísia | 0 – 1     | Gâmbia     | Estádio Olímpico Hammadi Agrebi, Tunes |
| 20:00 (UTC+1)          |         | Relatório | Ceesay 17' | Árbitro: GHA Daniel Laryea             |